# İdil

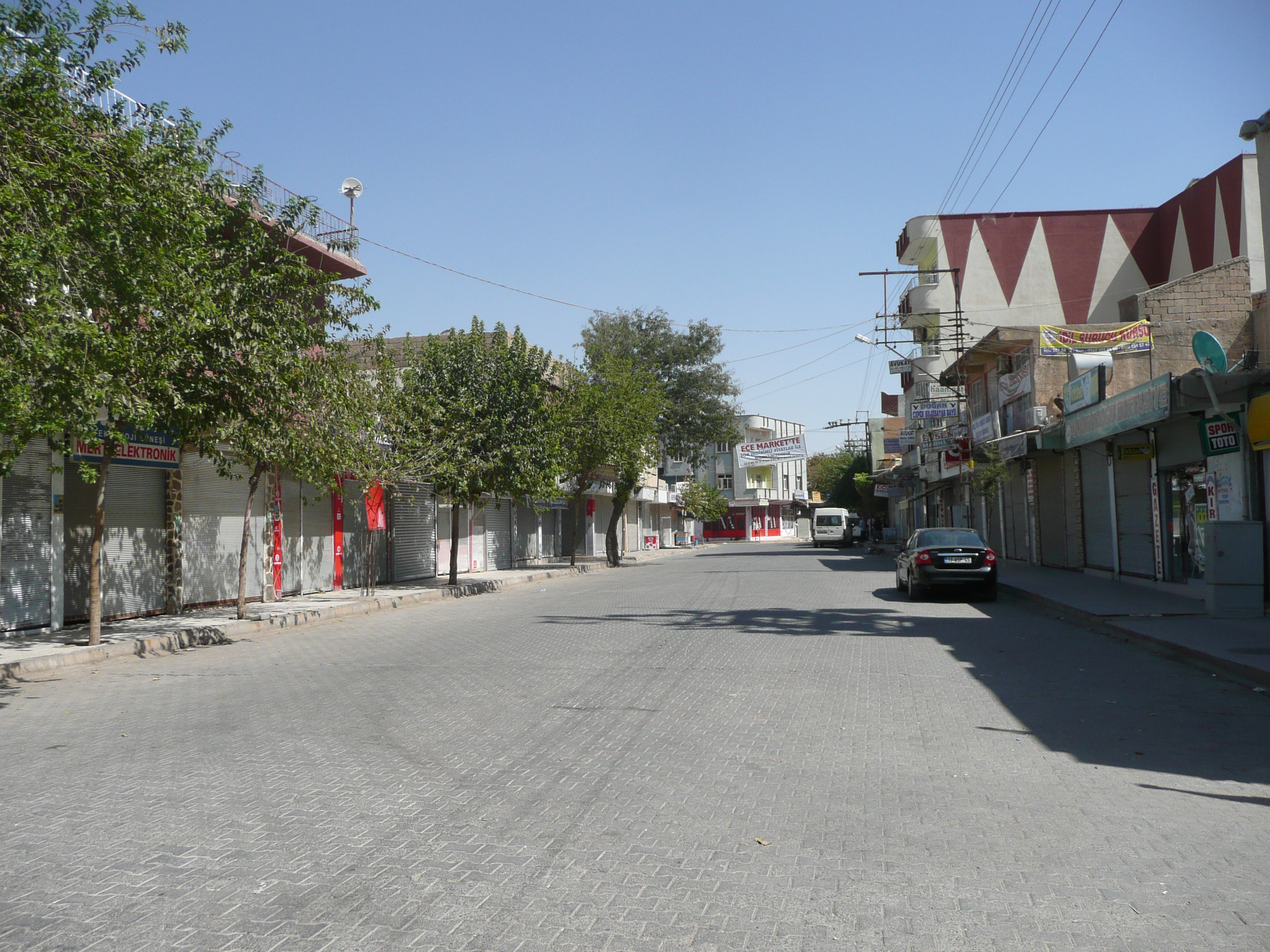
A view of İdil district

İdil là một huyện thuộc tỉnh Şırnak, Thổ Nhĩ Kỳ. Huyện có diện tích 1266 km² và dân số thời điểm năm 2007 là 67630 người, mật độ 53 người/km².